# Ance Auziņa
Ance Auziņa (* 11. Dezember 1983) ist eine ehemalige lettische Volleyball- und Beachvolleyballspielerin. Sie ist lettische Meisterin sowohl in der Halle als auch im Sand.

## Karriere

### Karriere Halle
Im April 1999 belegte die damals Fünfzehnjährige mit der U18-Nationalmannschaft Lettlands den achten Platz bei der Europameisterschaft dieser Altersklasse. Ein Jahr später wurde sie bei der U20-EM mit ihrer Mannschaft Zwölfte. Von 2003 bis 2007 nahm die Außenangreiferin mit der Frauennationalmannschaft an mehreren Qualifikationen für die kontinentalen Meisterschaften teil. Mit Speks-R Riga wurde sie 2004 Vizemeisterin ihres Heimatlandes. Zehn Spielzeiten später konnte sie mit ihrem neuen Verein VK Jelgava die gleiche Platzierung in der baltischen Liga erreichen. In der höchsten Spielklasse Lettlands gewann das Team im gleichen Jahr die Meisterschaft. Parallel dazu war Auziņa noch einmal für zwei Jahre in der Auswahlmannschaft ihrer Heimat aktiv.

### Karriere Beach
Zunächst gehörte die Sportlerin vor allem bei nationalen Meisterschaften zum Teilnehmerfeld. So wurde sie 2008 mit Ieva Mūrniece Vizemeisterin. In der folgenden Saison belegte sie mit Aleksandra Tihovska den fünften Rang. Zwei Spielzeiten später reichte es mit Ilze Liepiņlauska wieder fürs Finale. 2013 gewann Ance Auziņa mit Inese Jursone ihre einzige Meisterschaft im Sand. 2017 standen die beiden bei zwei nationalen Turnieren im Finale und zwei weitere Male in der Vorschlussrunde der Veranstaltungen. Bei der Europameisterschaft im gleichen Jahr langte es für die Lettinnen dagegen nur zu einem einzigen Satzgewinn. 

## Auszeichnungen
- 2014: Beste Angreiferin der baltischen Liga